# Ordine di Ušakov (Federazione Russa)
L'Ordine di Ušakov (in russo О́рден Ушако́ва?, Orden Ušakova) è un'onorificenza della Federazione Russa.

## Storia
L'Ordine è stato fondato il 7 settembre 2010.

## Assegnazione
L'Ordine viene assegnato ai funzionari delle associazioni di comando della Marina Militare:
- per l'efficiente organizzazione e lo svolgimento di operazioni in cui, nonostante la superiorità numerica del nemico, siano stati raggiunti gli obiettivi dell'operazione;
- per aver manovrato le forze navali, durante il quale si è riusciti a sconfiggere un gruppo superiore di forze navali nemiche;
- per l'iniziativa e la determinazione nella scelta del luogo e del tempo di attacco principale, che ha permesso la rotta del nemico;
- per l'essere riuscito a distruggere i bersagli nemici costieri;
- per l'organizzazione efficiente di operazioni che hanno debilitato improvvisamente e decisamente le truppe del nemico, in base alla interazione con le altre Forze Armate della Federazione Russa;
- per l'organizzazione efficiente degli attacchi nemici dal mare che hanno contribuito al combattimento di raggruppamenti nemici;
- per il successo delle operazioni anfibie, che hanno portato al raggiungimento dell'obiettivo.

## Insegne
- L'insegna è una croce patente di 40 mm d'argento smaltato di blu con sette raggi d'argento di dimensioni crescenti sporgono dal centro tra un braccio trasversale. Sul dritto, un medaglione centrale convesso smaltato blu con un'ancora di una nave. Sul medaglione, il busto dorato di Ušakov girato a sinistra. Sotto il medaglione è attraversato da rami dorati di quercia e alloro. Sui lati del busto la scritta dorata in rilievo "AMMIRAGLIO UŠAKOV" (russo: «АДМИРАЛ УШАКОВ»). La distanza massima tra le punte di opposti raggi è 45 mm. Il rovescio è nudo, tranne per la presenza del numero di serie.
- Il nastro è bianco con una fascia centrale e bordi blu.

## Insigniti
1. Incrociatore pesante portaeromobili missilistico "Admiral Kuznecov" (23 febbraio 2018)
2. Flotta del Nord (24 dicembre 2019)
3. 43ª Divisione missilistica (18 febbraio 2023)
4. 810ª Brigata fanteria di marina delle guardie (18 settembre 2023)